# Xena
Xena è un personaggio immaginario che compare nella serie televisiva Hercules, di cui è uno spin-off, come avversaria del protagonista e che avrà poi una serie propria, Xena - Principessa guerriera. È interpretata dall'attrice Lucy Lawless. Nella serie Hercules appare in Hercules e la principessa nemica, Hercules e la sfida, Hercules e la bestia feroce, Hercules e la riconquista dei poteri, Hercules e il mondo parallelo e Hercules e la pietra di Cronos. Lucy Lawless era già apparsa in due ulteriori episodi di Hercules nei panni di Lyla: Hercules e i centauri e Hercules e il centauro impazzito.

## Casting
Dapprima il ruolo di Xena fu offerto a Vanessa Angel, che aveva riscosso un discreto successo recitando in un altro telefilm. All'ultimo momento però ella si ammalò e non poté partire per la Nuova Zelanda, dove si svolgevano le riprese; per abbattere i tempi, la produzione fu quindi costretta ad utilizzare un'attrice del posto che aveva già recitato in Hercules. La scelta ricadde su Lucy Lawless, la quale dovette tingersi i capelli di nero in modo da differenziarsi con i personaggi che aveva interpretato precedentemente in Hercules.

## Biografia del personaggio
Xena è una guerriera di Anfipoli che, suo malgrado, si trova già in giovane età ad imbracciare le armi per difendere la sua città dal malvagio signore della guerra Codro. Nella battaglia che ne segue, perde il fratello Linceo e per questo la madre la ripudia. Comincia così la sua vita avventurosa: in un primo momento è una girovaga, poi grazie alla sua abilità di guerriera si costruisce un esercito con cui razzia le città che non si arrendono a lei. È tendenzialmente solitaria, taciturna ed indipendente: solo per periodi brevi accetta la compagnia di altre persone, tra cui ad esempio Aristarco, padre di suo figlio.
La serie comincia con l'incontro di lei ed Olimpia (nome originale: Gabrielle), una giovane di Potidea con cui la protagonista instaurerà un forte legame. Viaggiando per il mondo entreranno in contatto con divinità greche e straniere, fra cui quelle buddhiste e norvegesi, che saranno sia amiche che nemiche. Conosceranno personaggi famosi di tradizione latina (Giulio Cesare, Bruto, Marco Antonio, Augusto), greca (Fidippide, Omero), abramitica (Davide). Attraverseranno diverse epoche storiche, dando un decisivo contributo per la risoluzione di guerre o eventi importanti (battaglia di Farsalo, guerra di Troia, guerra di Corinto, guerre persiane).
Il personaggio di Xena ci viene presentato, già dalla prima puntata, come molto tormentato a causa dei misfatti compiuti in passato, ma con una certa voglia di redenzione e di salvezza. L'input verrà da Hercules (Unchained heart 1x13), che spinge Xena ad intraprendere la strada del cosiddetto greater good (bene superiore), concetto che ritorna più volte nel corso dell'intera serie e che spinge la protagonista ad agire. L'incontro con Olimpia sarà emblematico perché, così come ammesso dalla stessa Xena, nel corso delle stagioni ella le insegnerà "la gentilezza, il perdono e l'amore" (Paradise found 4x13). La storia, che occupa 134 puntate in tutto, verterà sulla ricerca della pace interiore e sul perdono: Xena infatti impegnerà tutta se stessa nella lotta contro il male e contro i signori della guerra che vessano coloro che non possono difendersi.
Xena viaggia in sella ad Argo - un palomino che nella versione originale è una femmina - e ha come arma caratteristica il chakram. Maneggia senza difficoltà vari tipi di armi e sa soprattutto usare abilmente la spada, ha una forza sovrumana, conosce le erbe, i veleni e i medicamenti naturali. È dotata di un grande carisma da leader, che le permette di superare le difficoltà e guidare gli altri. Prima di lanciarsi nella mischia emette un urlo inconfondibile: il produttore Rob Tapert ebbe l'idea guardando un documentario sulle popolazioni arabe nomadi e l'urlo tipico delle donne.
La sua famiglia è costituita dalla madre Irene, una locandiera; un fratello maggiore, Tereo, che compare una sola volta nell'intero telefilm; un fratello minore, Linceo, che è già morto al momento dell'inizio della storia e appare solo nei flashback o nei racconti della protagonista. Più problematico delineare la figura paterna: nella prima stagione compare un uomo che dice di chiamarsi Erilo (Ties that bind 1x20) e che dichiara essere il padre di Xena, fuggito anni prima da casa. Alla fine della puntata però si scoprirà che egli non è altro che Marte sotto mentite spoglie. Nella prima puntata della terza stagione (The Furies 3x01), invece, si dice che il padre di Xena è Marte stesso, che una sera approfitta dell'assenza del marito di Irene per congiungersi a lei e concepire Xena. Entrambe le due ipotesi però non vengono mai più riprese al di fuori di queste due puntate.

## Influenza culturale
Il nome del personaggio è stato dato scherzosamente da Michael Brown, ricercatore del California Institute of Technology, al pianeta del sistema solare che egli stesso aveva scoperto nel 2005, inizialmente classificato UB3131. Oggi tale oggetto astronomico viene considerato pianeta nano ed è classificato col nome di Eris.

## Curiosità
Dino De Laurentiis ha dichiarato di essere stato uno degli autori del nome Xena. Infatti Rob Tapert voleva chiamarla Zena, ma De Laurentiis disse che ci voleva qualcosa di più accattivante e propose, con molta approvazione, il nome Xena, che in greco significa "Straniera".